# Los Planetas (serie)
Los Planetas, "The Planets" en el original, es una serie documental de televisión de la BBC/PBS de 2019, sobre nuestro sistema solar presentada por el físico Brian Cox 
en la versión británica y por el actor Zachary Quinto en la versión estadounidense.
Emitido por primera vez en BBC Two a partir del martes 28 de mayo de 2019, la serie de cinco episodios analiza cada planeta en detalle, examinando teorías científicas e hipótesis sobre la formación y evolución del sistema solar obtenidas por misiones no tripuladas a esos planetas.
Originalmente lanzado en el Reino Unido, fue cambiado para atender más a la audiencia estadounidense que ve las series del canal Nova, del Public Broadcasting Service (PBS).
El profesor Brian Cox presenta segmentos a la cámara desde varios lugares del mundo, junto con imágenes e imágenes generadas por computadora (CSI) de misiones espaciales. La serie fue creada como una asociación entre BBC Studios y Open University.

## Contenido
The Planets utiliza los datos de la exploración espacial del sistema solar combinados con innovadoras imágenes generadas por computadora (CGI). Esta serie revela la grandeza inimaginable de ocho planetas que comenzamos a comprender.

Solamente la Tierra se encontraba lo suficientemente lejos del sol como para que la vida pudiera mantenerse.
Veinte científicos han colaborado apareciendo en uno de los cinco episodios de la serie.
Misión Juno 
Fran Bagenal (Juno Mission),
Heidi Becker (Juno Mission). 
Misión Messenger
Nancy Chabot (Messenger Instrument), Brett Denevi (Messenger Geologist), Larry Nittler (Messenger Deputy Principal Investigador). 
Misión Cassini-Huygens
Jeff Cuzzi (Cassini Ring), Michele Dougherty (Cassini Principal Investigador),
Carolyn Porco (Cassini Imaging Team Leader), Julie Webster (Cassini Chief Engineer). 
NASA
Jennifer Eigenbrode (NASA Goddard Space Flight Center),
Ashwin Vasavada (NASA Jet Propulsion Laboratory).
Leigh Fletcher (University of Leicester),

David Grinspoon (Planetary Science Institute), 

John Grotzinger (California Institute of Technology), 

Noah Hammond (Planetary Scientist), 

Carl Murray (Queen Mary University of London),

Edgard Rivera-Valentín (Lunar & Planetary Institute). 
Misión New Horizons
Cathy Olkin (Deputy Principal Investigator New Horizons), Alan Stern (Principal Investigator New Horizons), Hal Weaver (New Horizons Project Scientist).

## Episodios
| Núm. | Nombre del capítulo                                                                         | Escritor  | Director       | Emisión             |
| --- | ------------------------------------------------------------------------------------------- | --------- | -------------- | ------------------- |
| 1 | "A Moment in the Sun – The Terrestrial Planets" Un momento en el Sol -Los planetas terrenos | Brian Cox | Martin Johnson | 28 de mayo de 2019  |
| Temas incluidos: Al examinar los planetas rocosos en el centro del sistema solar, el profesor Cox examina nueva evidencia sobre la creación violenta de Mercurio y la atmósfera hostil de Venus, contrastándolas con el planeta Tierra que da vida y el árido Marte. Los planetas rocosos nacieron al mismo tiempo y del mismo material, pero han vivido vidas radicalmente diferentes. ¿Qué fuerzas inmensas están en juego? Un solo planeta habitable: nuestro hogar La Tierra. Los mundos vecinos pudieron tener condiciones similares a la Tierra. Mercurio Messenger usa la gravedad de los otros Planetas para frenar su velocidad durante siete años. Todavía hirviendo se forma una corteza con elementos volátiles. Tripathi plantea la posibilidad de haberse formado más lejos del Sol. Un choque removió parte de su corteza. Grimson Venus un mundo que se parece a la Tierra Rothchild, Semekar? Programa Venera 9 Un velo de nubes Venera 13 1972 CCCP, es una visión del infierno calor, presión, CO2. Venus perdió mucha agua, tanto como para tener mares. A la distancia apropiada del Sol como para tener agua líquida, con condiciones para la vida. La habitabilidad de un planeta depende de su estrella, el Sol aumentó su brillo y temperatura y evaporó el agua. Magallanes 1990 descubrió lava volcánica, domos y volcanes grandes extintos que produjeron gases de efecto invernadero. Los efectos se sienten en los planetas terraneos, Marte sus ríos y mares han fluido libremente durante millones de años. Más pequeño que Venus su núcleo se enfría y pierde el campo magnético se extinguió debido a su estrella madre. La habitabilidad es un equilibrio delicado que se pierde rápidamente. La Tierra mantuvo condiciones oceánicas con vida, por su tamaño y geología, permitiendo la vida compleja y toda la atmósfera que mantiene los frágiles ecosistemas. Las temperatura del Sol suben y las de la Tierra también lo harán. Los niveles de O2 descenderán y la vida llegará a su fin. El futuro del Sol será el de una gigante roja, que englobará los planetas terrenos acabando con ellos. La zona habitable se moverá hacia afuera y la vida con ella. Cassini en 1997, exploró Titán la luna de Saturno, más grande que Mercurio y con su superficie cubierta por nubes. Anderson. Huygens hielo de metano en Titán, pero no agua líquida. Polos de Titan Ligeria, Kraken mare, Ontario lake. Muy fría y seca para que suceda algo interesante con ella. Al calentarse los orgánicos, el agua líquida se evporaría, hidrocarburos y agua lo que necesita la vida. Sería uno de los últimos planetas de agua en el sistema. La habitaba no es algo perman son dinámicos con estrellas que tienen su ciclo de vida. Hay esperanza de vida más allá de la Tierra. Las estrellas tienen planetas con mundos habitables. |                                                                                             |           |                |                     |
| 2 | "The Two Sisters –Earth & Mars" Las dos hermanas -Tierra y Marte                            | Brian Cox | Stephen Cooter | 4 de junio de 2019  |
| Temas incluidos: Había un hermoso mundo acuático, pero no era la Tierra, era el joven Marte. El profesor Brian Cox revela que en otro tiempo el sistema solar había albergado no uno, sino dos planetas azules. Marte y su vasto mar hace 4600 millones de años. Misión Apollo 11 en la Luna. La Luna hace 3900 millones de años y el bombardeo intenso tardío. Con la desintegración de su campo magnético, Marte también perdió su atmósfera y con eso casi toda su agua. El viento solar. La Tierra hace 2900 millones de años. La vida y las fuentes hidrotermales. El Mars Reconnaissance Orbiter (MRO) y la observación de flujos estacionarios y los casquetes polares de Marte. La presencia de agua en Marte. La sonda Mars Atmosphere and Volatile Evolution (MAVEN), lanzada en 2013, se insertó en órbita marciana doce meses después en 2014, desde entonces estudia la atmósfera de Marte ¿La vida comenzó en ambos mundos? |                                                                                             |           |                |                     |
| 3 | "The Godfather –Jupiter" El Padrino -Júpiter                                                | Brian Cox | Stephen Cooter | 11 de junio de 2019 |
| 4 | "Life Beyond the Sun –Saturn" Vida más allá del Sol -Saturno                                | Brian Cox | Nic Stacey     | 18 de junio de 2019 |
| 5 | "Into the Darkness –Ice World" En las tinieblas -Mundo de hielo                             | Brian Cox | Martin Johnson | 25 de junio de 2019 |